# Compsibidion basale
Compsibidion basale är en skalbaggsart som först beskrevs av White 1855.  Compsibidion basale ingår i släktet Compsibidion och familjen långhorningar. Inga underarter finns listade i Catalogue of Life.